# Mastodon (software)
Mastodon (/ˈmastodɔn/) é uma rede social federada, distribuída, que faz parte do Fediverso, uma rede descentralizada e interligada de servidores operados de maneira independente.
O Mastodon tem recursos de microblogging semelhantes ao X Cada usuário é um membro de um determinado servidor Mastodon, conhecido como uma "instância" do software, mas pode se conectar e se comunicar com outros usuários em outras instâncias também. Usuários postam mensagens curtas chamadas "toots" que outros usuários podem ver, dependendo das configurações ajustáveis de privacidade do usuário e da sua instância em particular. O mascote do Mastodon é um Proboscídeo marrom ou cinza, por vezes, representado usando um tablet ou smartphone.
O software procura distinguir-se do X por ser voltado para pequenas comunidades independentes e, portanto, baseado em comunidade, em vez de cima para baixo, com a moderação e a operação de serviço através de colaboração, mas não diretamente dependente uns dos outros. Como o X, o Mastodon suporta mensagens diretas, privadas entre os usuários, mas ao contrário de "posts" postados no X, os "toots" do Mastodon podem ser privados para um grupo de usuários, privados para os seguidores do usuário, públicos porém não sendo anunciados em timelines públicas ou públicos e anunciados em timelines públicas através da rede de instâncias conectadas ao usuário.

## Funcionalidades e recursos
Os servidores Mastodon usam software que é capaz de se comunicar através do protocolo OStatus, mas também através do protocolo mais recente ActivityPub. Um usuário Mastodon pode, portanto, interagir com usuários em qualquer outro servidor no Fediverso que ofereça suporte a um desses protocolos.

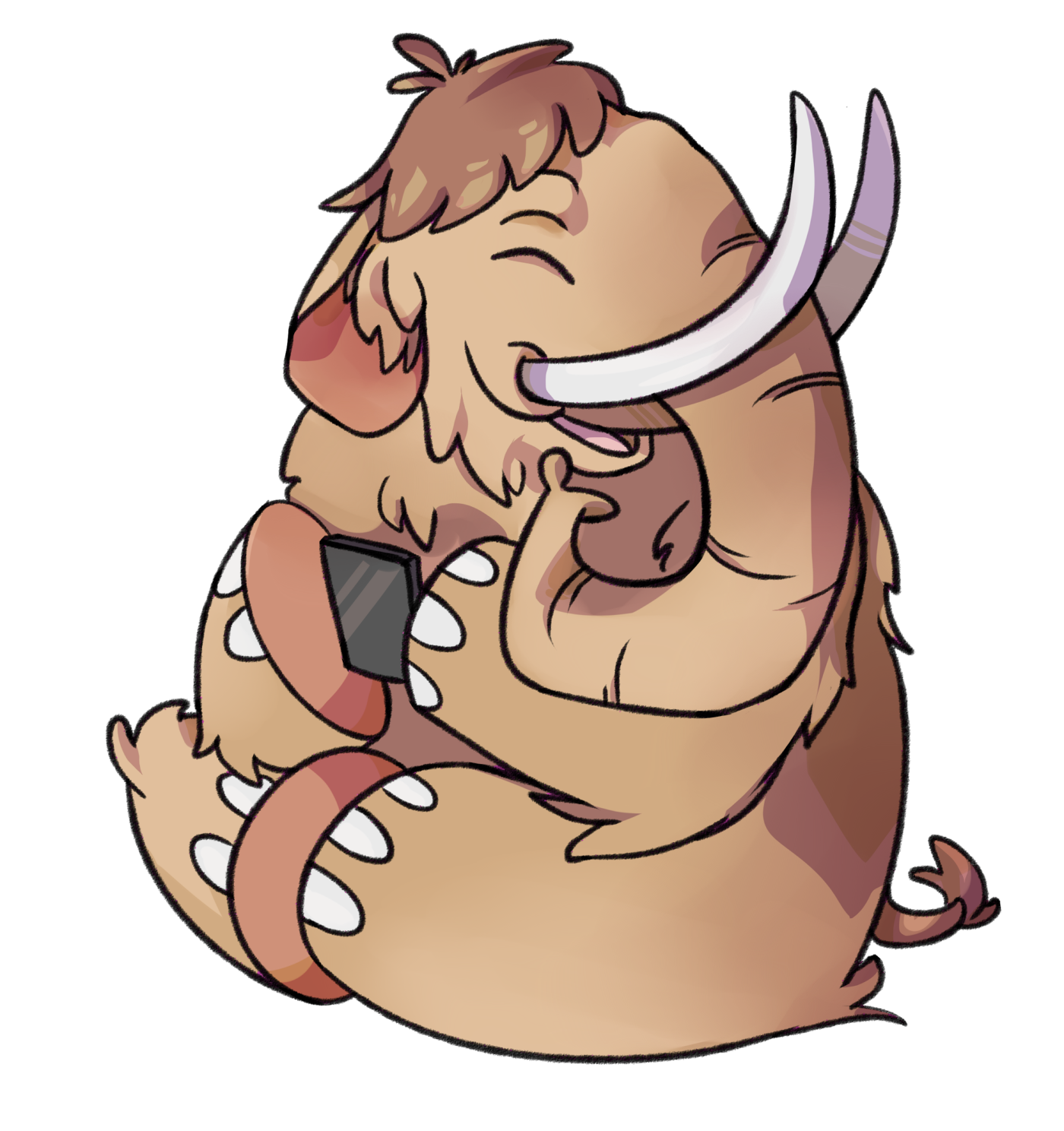
O mascote do Mastodon com um smartphone.

Mastodon se aproxima da experiência de microblogging do X, onde os usuários postam mensagens de status curtas para que outros vejam. No Mastodon, estas mensagens podem chegar a até 500 caracteres, uma extensão do limite de 280 caracteres do X (originalmente 140), e postagens são chamadas de "toots" em vez de "posts", como é o caso no X.
Usuários entram em um servidor Mastodon específico, conhecido como uma "instância", em vez de um único sítio ou aplicação central. As instâncias são conectadas como nós em uma rede, e cada servidor pode administrar suas próprias regras, privilégios de conta, e se quer compartilhar mensagens de e para outras instâncias. A instância modelo, mastodon.social, tinha cerca de 42 000 usuários no início de abril de 2017. Outras instâncias são baseadas em interesses comuns, tais como memes da Internet, Minecraft, ou tecnologia. O uso global está aumentando rapidamente, com cerca de 766 500 usuários em 1 de agosto de 2017, e subindo para 1 milhão de usuários em 1 de dezembro de 2017.
O serviço inclui várias funções de privacidade. Cada mensagem tem uma variedade de opções de privacidade disponíveis, e os usuários podem escolher se o toot é público ou privado. Mensagens públicas aparecem em um feed global, conhecido como uma timeline, e os toots privados são compartilhados apenas nas timelines dos seguidores de um usuário. As mensagens também podem ser marcadas como "não listado" nas timelines ou diretamente entre usuários. Os usuários também podem marcar suas contas como completamente privadas. Na timeline, as mensagens podem opcionalmente apresentar um "aviso de conteúdo", o que faz com que o leitor tenha que clicar em um botão para revelar o resto da mensagem. Instâncias Mastodon têm usado esse recurso para esconder spoilers, avisos de gatilho, e conteúdo não seguro para o trabalho (NSFW), apesar de algumas contas usarem o recurso para ocultar links e pensamentos que outros talvez não queiram ler.
Mastodon agrega toots em timelines locais e globais. A timeline local mostra toots de usuários da mesma instância, enquanto a timeline global mostra toots de todos os usuários conhecidos. Os usuários podem se comunicar com usuários de outras instâncias Mastodon usando nomes de usuário com um formato semelhante ao de endereços de e-mail.
No início de 2017, jornalistas fizeram uma distinção entre Mastodon e X pela sua abordagem ao combate de assédio, um dos maiores problemas do X. O Mastodon usa moderação baseada na comunidade, em que cada instância pode limitar, ou filtrar conteúdos indesejáveis. Por exemplo, a instância modelo, mastodon.social, proíbe conteúdo que é ilegal na Alemanha ou na França, incluindo simbolismo nazista, a negação do Holocausto e discriminação. Várias outras instâncias também fazem o mesmo. Instâncias também podem escolher limitar ou filtrar toots com conteúdo depreciativo. O fundador do serviço acredita que comunidades pequenas, mais fechadas, podem policiar comportamentos tóxicos de forma mais eficaz do que a pequena equipe de moderação de uma grande empresa. Os usuários também podem bloquear e denunciar outros usuários para administradores, assim como é o caso no X.

## Tecnologia
Mastodon é escrito como código aberto, e é uma aplicação web federada de microblogging. Seu back-end é Ruby on Rails, e o seu front-end é escrito em JavaScript (React.js e Redux). O serviço é interoperável com a rede social federada GNU social e outras plataformas OStatus. Desde a versão 1.6, ele também é compatível com ActivityPub, e portanto pode se comunicar com softwares como Pleroma, Funkwhale e PeerTube.
Apps (mobile, desktop ou clientes web alternativos) interagindo com a API do Mastodon estão disponíveis para uma variedade de sistemas, incluindo Android, iOS, SailfishOS e Windows Mobile.

## Adoção
Apesar do Mastodon ter sido lançado em outubro de 2016, o serviço começou a se expandir no final de Março e início de abril de 2017. O site The Verge escreveu que a comunidade neste momento era pequena e que ainda não havia atraído as personalidades que mantém os usuários no X. Em novembro de 2017, artistas, escritores e empresários como Chuck Wendig, John Scalzi, Melanie Gillman e, mais tarde, John O'Nolan juntaram-se, e o Mastodon tinha atingido 1 milhão de contas em 1 de dezembro de 2017.